# Список міністрів закордонних справ Норвегії
Список міністрів закордонних справ Норвегії

## Міністри закордонних справ Норвегії
1. Єрген Гуннарсон Левланн — (1905–1908);
2. Вільгельм Крістофер Крістоферсон — (1908–1910);
3. Юганнес Іргенс — (1910–1913);
4. Нільс Клаус Ілен — (1913–1920);
5. Хрістіан Фредерік Мікелет — (1920–1921);
6. Арнолл Крістофер Рестад — (1921–1922);
7. Юган Людвіґ Мовінкель — (1922–1923);
8. Хрістіан Фредерік Мікелет — (1923–1924);
9. Юган Людвіґ Мовінкель — (1924–1926);
10. Івар Люкке — (1926–1928);
11. Едвар Буль — (1928);
12. Юган Людвіґ Мовінкель — (1928–1931);
13. Біргер Бродланн — (1931–1932);
14. Нільс Тредель — (1932);
15. Біргер Бродланн — (1932–1933);
16. Юган Людвіґ Мовінкель — (1933–1935);
17. Галвдан Кут — (1935–1940);
18. Трюгве Галвдан Лі — (1940–1946);
19. Галвар Ланге — (1946–1963);
20. Ерлінг Вікборг — (1963);
21. Галвар Ланге — (1963–1965);
22. Юган Лінг — (1965–1970);
23. Свен Торквілль Стрей — (1970–1971);
24. Андреас Зеєр Каппелен — (1971–1972);
25. Дагфінн Вервік — (1972–1973);
26. Кнут Фріденлунн — (1973–1981);
27. Свен Торквілль Стрей — (1981–1986);
28. Кнут Фріденлунн — (1986–1987);
29. Юган Єрген Голст — (1987);
30. Торвалл Столтенберг — (1987–1989);
31. Х'єль Магне Бунневік — (1989–1990);
32. Торвалл Столтенберг — (1990–1993);
33. Юган Єрген Голст — (1993–1994);
34. Б'єрн Торі Годал — (1994–1997);
35. Кнут Воллебек — (1997–2000);
36. Турб'єрн Ягланн — (2000–2001);
37. Ян Петерсен — (2001–2005);
38. Йонас Гар Стере — (2005—2012);
39. Еспен Барт Ейде — (2012–2013)
40. Берге Бренде — (2013–2017)
41. Іне Марі Еріксен Серейде — (2017 — 2021)
42. Аннікен Гуйтфельдт — (з 14 жовтня 2021)